# 2011年基督城地震
2011年基督城地震（英語：Christchurch 2011 earthquake），是当地时间2011年2月22日12:51（UTC2月21日23:51）发生在紐西兰第二大城市、南岛第一大城市基督城附近的一场6.3级地震，震中位于利特尔顿以西2公里、基督城东南10公里，此后又发生多次余震。因为此次地震震级大、震源深度较浅，且震央位于市中心，所以对当地造成了巨大破坏，损失远远超过了当地2010年9月的7.1级地震。截至当地时间2月26日下午5点51分已确认145人死亡，超过200人失踪，使这次地震成为新西兰有史以来死亡人数最多的自然灾害之一。2月22日，新西兰总理约翰·基称这次地震“可能是新西兰历史上最黑暗的一天”。最終確認共計185人罹難，失踪人口中包括20多个国家的公民。新西兰当局首次宣布全国进入紧急状态。摩根大通的投资分析師预计此次地震将造成保险业损失120亿美元（160亿新西兰元）。

## 地震概況

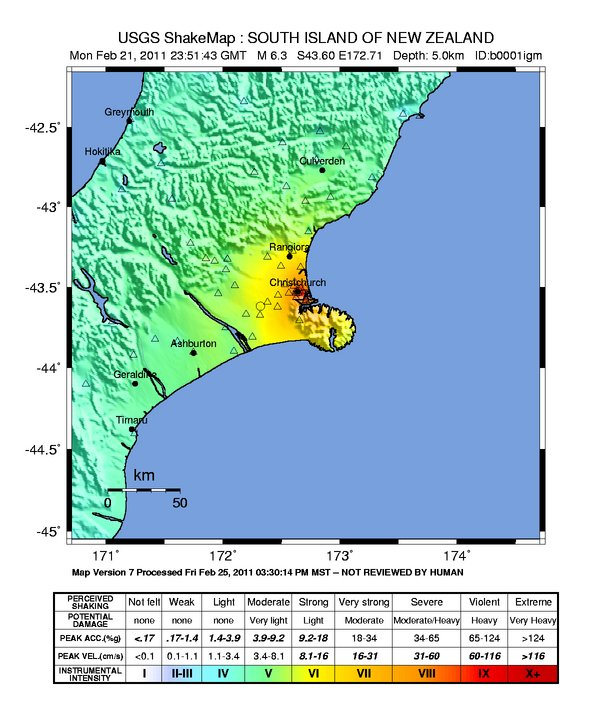
地震烈度图

此次地震是2010年坎特伯雷地震之后的一系列地震和余震之一。美国地质调查局报告和新西兰认为此次地震是上述地震的余震，但部分科学家认为这次地震发生的位置位于另外的断裂带上，因此是一次独立的地震。
最初的报告认为震源深度为5公里，但后续分析可能改写这一观点。地震发生于一条此前不为人知的东西向断裂带，长约17千米，深度3-12米。

## 伤亡及损失情况
截至2月26日，已确认145人在地震中死亡，但仅坎特伯里电视台大楼尚有过百人失踪，因此死亡人数可能继续增加。
地震发生当日的当地时间下午5时，新西兰广播电台报道称80%的市区停电，全城供排水系统陷于瘫痪，当局要求居民自行储存水和雨水。预计地区级灾难的最高紧急级别——国家三级紧急级别，至少将持续一百天。
有六层楼高的坎特伯里电视台大楼在地震中倒塌，仅存楼梯间。建筑中有电视台、一家诊所和一家英语语言学校——国王学校，该学校有来自日本、中国、菲律宾、泰国、沙特阿拉伯、韩国的留学生。2月23日，警方认为废墟中人员无生还可能，遂停止搜救。建筑中死亡人数可能超过100人。当天夜里，灭火和恢复工作重新展开，之后日本派出的救援队加入。
此次地震的地震波也造成200公里外西海岸庫克山国家公园的塔斯曼冰川发生崩塌。

## 國際社會反應
- 中華民國（臺灣）：22日內政部消防署派出24人搜救隊前往基督城投入救災。[17]
- 日本：日本外務省在地震發生當日成立联合调查组以蒐集資料[18]。2月23日，日本政府應新西蘭的請求，派出了由日本警察厅、消防厅和海上保安厅等组成的70人救援隊前往當地參與搜救[19]。
- 美国：美國國務院22日表示已有美國搜救隊前往紐西蘭協助救災。[20]
- ：總統李明博也派遣一組搜救隊，因為失蹤名單上仍有兩個南韓學生。[21]
- ：一隊來自昆士蘭省約70人的搜救隊在23日抵達基督城協助善後。[22]
- 新加坡：新加坡搜救隊已在24日抵達基督城展開搜救。[23]
- 中华人民共和国：24日派出一隊10人的救援队，25日抵达灾区和参加救援。